# زلزال كولورادو 2011
زلزال كولورادو 2011 هو زلزالٌ وقعَ في كولورادو في الولايات المتحدة بتاريخ 23 أغسطس 2011.